# Anthony Muheria
Anthony Muheria (Kaburugi, 27 de maio de 1963) é um clérigo queniano e arcebispo católico romano de Nyeri.

## Biografia
Muheria estudou engenharia na Universidade de Nairóbi, onde obteve o título de Bacharel em Ciências e a Licenciatura em Engenharia Civil. Trabalhou por cinco anos como consultor de engenharia para uma empresa. Após ingressar no Opus Dei, foi enviado a Roma e estudou na Pontifícia Universidade da Santa Cruz, onde obteve a Licenciatura e, posteriormente, o Doutorado em Teologia. Foi ordenado sacerdote em Roma em 13 de junho de 1993, na Basílica de Santo Eugênio, pelo Prelado da Opus Dei, Álvaro del Portillo.
De volta à sua terra natal em 1995, foi designado para trabalhar nos escritórios regionais da Prelazia como Chefe do Departamento de Educação, supervisionando programas de formação humana, profissional, doutrinal e espiritual para todos os membros do Opus Dei. Também ofereceu orientação espiritual a jovens em escolas e institutos do Opus Dei e liderou retiros.
O Papa João Paulo II o nomeou Bispo de Embu em 30 de outubro de 2003. O núncio apostólico no Quênia, Giovanni Tonucci, deu-lhe a consagração episcopal em 10 de janeiro do ano seguinte, nos terrenos da Escola Técnica Dom Bosco Boys, Embu; os principais co-consagradores foram John Njue, Arcebispo Coadjutor de Nairobi, e Raphael S. Ndingi Mwana'a Nzeki, Arcebispo de Nairobi.
O Papa Bento XVI nomeou-o Bispo de Kitui em 28 de junho de 2008. Foi instalado em 9 de agosto e permaneceu como Administrador Apostólico de Embu até 25 de julho de 2009. Entre 21 de fevereiro de 2015 a 25 de agosto de 2018, foi Administrador Apostólico de Machakos.
Em 23 de abril de 2017, o Papa Francisco o nomeou Arcebispo de Nyeri. A posse ocorreu em 17 de junho do mesmo ano. Até a posse de seu sucessor Joseph Mwongela em 29 de agosto de 2020, ele administrou a diocese de Kitui como Administrador Apostólico. Ainda foi novamente Administrador Apostólico de Embu de 30 de setembro de 2023 a 16 de novembro de 2024.
Durante a turbulência política no Quénia, em junho/julho de 2024, defendeu a nomeação e a verificação parlamentar de secretários de gabinete com “integridade” para minimizar as “negociações políticas”.